# Самьели, Дефне
Дефне́ Самьели́ (тур. Defne Samyeli; род. 1 июля 1972, Стамбул) — турецкая журналистка, телеведущая, колумнистка, певица, актриса

 кино и телевидения.

## Ранние годы
Дефне Самьели родилась 1 июля 1972 года в военно-морском госпитале Касымпаша в Стамбуле (Турция) в семье адмирала морского флота Халука Самьели и управляющей отелем Сендегюль из семьи Рамазаногулларов из Малатьи. Есть брат — Сюхан Самьели. Отец Самьели умер, когда Дефне было тринадцать лет. Самьели окончила Анатолийскую среднюю школу Нишанташи и факультет делового администрирования Босфорского университета, обучалась актёрскому мастерству у Дениза Эрдема в Atelier Craft и посещала мастер-классы Энтони Бовы.

## Карьера
В 1991 году Самьели заняла третье место на конкурсе красоты.
С 1999 по 2002 год Самьели вела новости на телеканале Kanal D и была удостоена двух международных наград за стиль подачи новостей. С 2002 по 2009 год она работала обозревателем в газете «Güneş». В 2010 году вела авторскую программу «Herşey Bambaşka» на телеканале atv. С 2013 по 2015 год вела колонку в газете «Milliyet».
В 1994 году Самьели выпустила дебютный музыкальный альбом «Tek Başına».
С 2013 года Самьели снимается в телесериалах и фильмах.

## Личная жизнь

### Отношения и дети
С 1995 по 2011 год Самьели была замужем за архитектором Эреном Талу. В браке у неё родилось две дочери — Дерен Талу (род. 19 ноября 1996, Лас-Вегас, штат Невада, США), ставшая актрисой, и Дерин Талу (род. 3 сентября 2003, Нью-Йорк, штат Нью-Йорк, США).
В 2013 году Самьели обручилась с Эмре Алкыном, бывшим зятем политика Хюсаметтина Озкана, но позже помолвка была расторгнута. После она состояла в отношениях со сценаристом Джемом Йылмазом, но в 2019 году они расстались. В настоящее время встречается с бывшим президентом клуба Бешикташ Сердаром Билгили.

### Болезнь
В 2000 году у Самьели диагностировали рак шейки матки. Она перенесла операцию в Нью-Йорке и прошла курс реабилитации в США, после чего вернулась обратно в Турцию. Она полностью излечилась от болезни.

## Фильмография
| Год       |   | Русское название          | Оригинальное название | Роль           |
| --------- | - | ------------------------- | --------------------- | -------------- |
| 2013      | с | Мой папа остался в классе | Babam Sınıfta Kaldı   | Чидем Акбулут  |
| 2015—2016 | с | Долина Волков: Западня    | Kurtlar Vadisi Pusu   | Асья Туна      |
| 2018—2019 | с | Стамбульская невеста      | İstanbullu Gelin      | Сирен          |
| 2020      | с | Хекимоглу                 | Hekimoğlu             |                |
| 2020—2021 | с | Моя левая половинка       | Sol Yanım             | Асена Кутлусай |
| 2022—2023 | с | Предательство             | Aldatmak              | Эльмас Хевес   |
| 2023      | ф | Престиж имеет значение    | Prestij Meselesi      | Дефне Самьели  |
| 2023      | с | Долина волков             | Kurtlar Vadisi        | Зейнеп         |